# Арбоархитектура
Арбоархитектура (на латински: arbor – дърво) или строителна ботаника (на немски: baubotanik) – е направление в архитектурата, предлагащо да се използват живите растения за основа на строителната конструкция.

## История
В североизточна Индия за създаването на мостове се използват издънките на корените каучуковото дърво. Когато те достигнат до другия бряг, хората ги оставят да се вкоренят в почвата. След 10 – 15 години се получава здрав природен мост. Такива мостове издържат теглото на 50 души.
В Япония през стръмните брегове на реките са правили окачени мостове от лози. От двете страни на брега се избират две лози, които при достигане на необходимата дължина се свързват една с друга и по-късно се изплита мост. Някъде такива мостове са се запазили.

### Съвременни разработки
В Щутгартския университет в Института за основи на модерната архитектура и проектиране се правят научни разработки за тази технология.
В рамките на изследването са реализирани прости строителни конструкции като например мостче. Една кула по тази технология показва възможността да се образуват големи конструкции на арбоархитектурата чрез добавянето на отделни растения.
За изграждането на конструкциите се използват бързорастящи видове дървета (върба, топола). Фиданките се садят по периметъра на сградата като се накланят и свързват в решетка, която представлява основата на носещата конструкция на бъдещото здание. Като се използва методите на присаждането дърветата се обединяват в един общ жив организъм. Прави се предварителна конструкция от метални тръби. След укрепването и достигането на необходимата здравина на конструкцията, металната конструкция се отстранява. Редовно трябва да се проверяват дърветата за да не загинат.